# Arte románico en la Baja Cerdaña

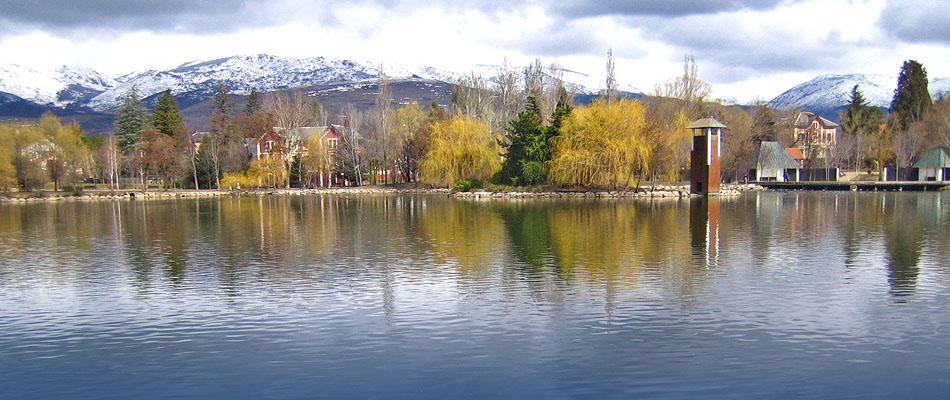
Lago de Puigcerdá, capital de la Baja Cerdaña.

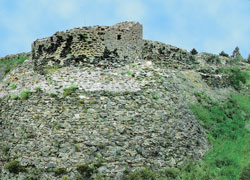
Castillo de Llivia de arquitectura románica.

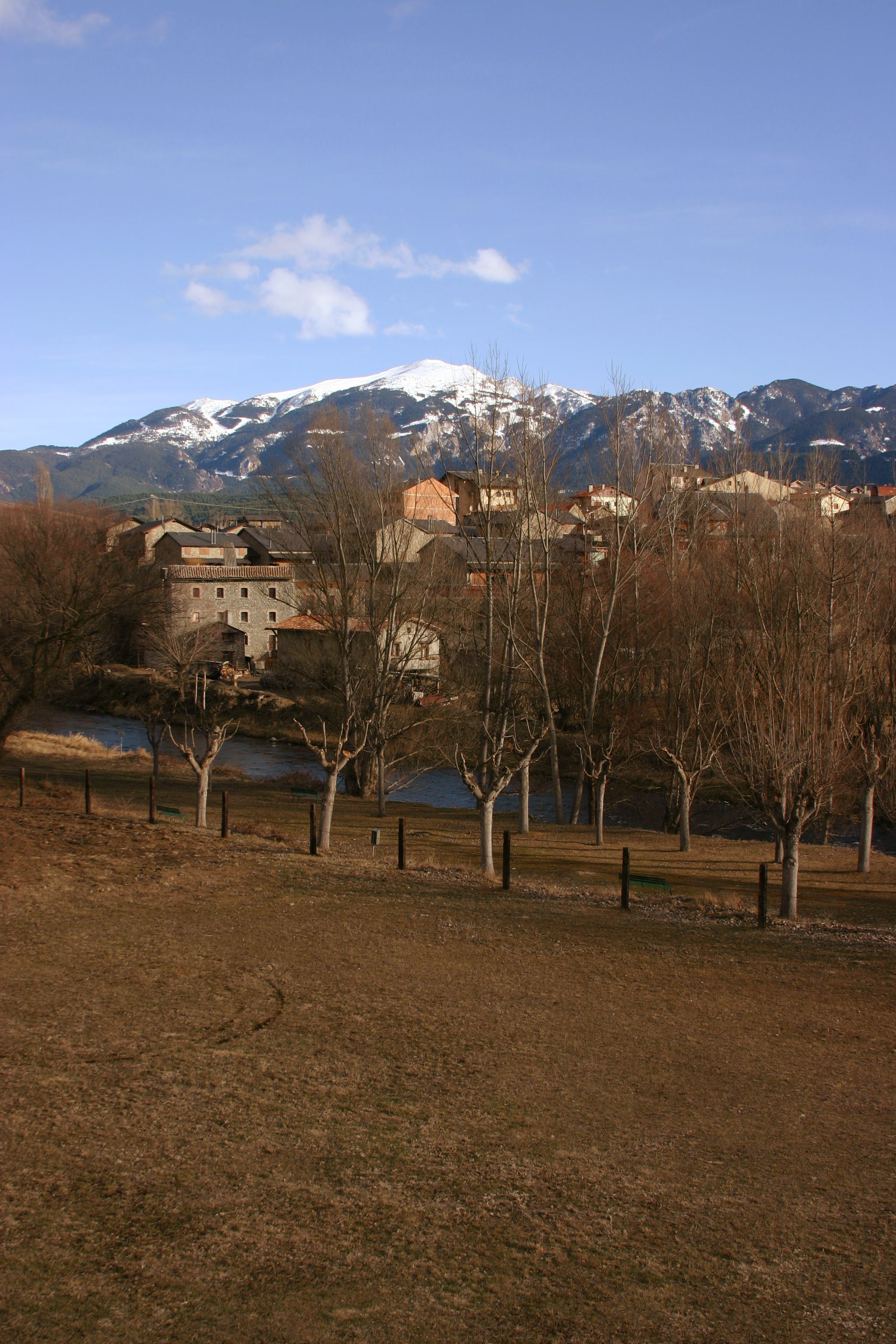
Vista de Bellver de Cerdaña, perteneciente a la provincia de Lérida.

El arte románico de la Baja Cerdaña — comarca de Cataluña que se sitúa al norte de las provincias de Lérida y Gerona (España)— se da principalmente en la arquitectura religiosa de sus iglesias. De muchas de ellas se tiene noticias mediante el acta de consagración de la catedral de Santa María de Urgel, al final del siglo IX, donde consta una lista de sesenta y ocho parroquias, iglesias y villas de la Cerdaña que fueron asignadas como dote a Santa María de Urgel. La importancia de la catedral se enmarca, sobre todo en su condición de sede obispal, ya datada de la época visigótica. La frontera eclesiástica tampoco correspondía a la frontera real establecida en el tratado de los Pirineos del año 1659; hasta el año 1802, de la diócesis de Urgel dependían los treinta y tres pueblos de la Cerdaña francesa. Más tarde la división provincial de 1833 rompió administrativamente la comarca, dividida entre las provincias de Gerona (once municipios) y Lérida (seis municipios).
Las características arquitectónicas principales de sus iglesias son la simplicidad estructural y las dimensiones reducidas. Este arte arquitectónico desarrollado en Cataluña alrededor del siglo X fue llamado por Puig i Cadafalch como el primer románico con corriente artística procedente de Francia e Italia.
El románico se ve representado también en fortificaciones como la de Sant Martí dels Castells en Bellver de Cerdanya, documentado desde el año 1050, como dominio de Ramón Wifredo, después infeudado al vizconde de Castellbó en el año 1134, y el Castillo de Llivia (Llivia), datado del siglo XII y del cual sólo se conservan algunos restos.

## Promotores y donaciones
Las iglesias eran promovidas por el obispo, el señor de las tierras, nobles o por la misma población y normalmente se edificaba aprovechando algún muro de anteriores construcciones.
Muchas se donaban por parte de los obispos a monasterios de sus alrededores:
- Monasterio de Sant Miquel de Cuixà: Sant Andreu de Baltarga, Sant Julià de Tartera, Sant Tomàs de Ventajola, Santa Eugenia de Saga y Santa Cecilia de Bolvir.
- Monasterio de San Saturnino de Tabérnolas: Santa Coloma de Ger, Sant Esteve d'Umfred.
- Monasterio de Sant Pere de Rodes: Sant Pere de Osséja.
- Monasterio de Santa Maria de Serrabona: Sant Martí d'Urtx.
- Monasterio de Sant Martí del Canigó: Sant Esteve de Guils, Sant Bartomeu de Bajande y Santa María de Mosoll.

| Monasterios con más dotaciones de iglesias de la Baja Cerdaña. | Monasterios con más dotaciones de iglesias de la Baja Cerdaña. | Monasterios con más dotaciones de iglesias de la Baja Cerdaña. | Monasterios con más dotaciones de iglesias de la Baja Cerdaña. |
| -------------------------------------------------------------- | -------------------------------------------------------------- | -------------------------------------------------------------- | -------------------------------------------------------------- |
|                                                                |                                                                |                                                                |                                                                |
| Monasterio de Sant Miquel de Cuixà.                            | Monasterio de Santa Maria de Serrabona.                        | Monasterio de Sant Pere de Roda.                               | Monasterio de Sant Martí del Canigó.                           |

El acto más importante después de su construcción o reconstrucción, era la consagración o dedicación por el obispo de la diócesis, en cuya ceremonia se otorgaba a un santo patrón. Los más frecuentes en la Cerdaña fueron las advocaciones a Santa María y a Sant Martí (san Martín). Se levantaban actas que firmaban algunos de los asistentes, normalmente obispos de otras diócesis o nobles invitados; en la misma acta o en algunos casos en otra adicional, llamada Dotalia, se nombraban los bienes con los que era dotada la parroquia y quiénes eran los donantes. Algunas de estas actas aún se conservan y por ellas se tienen los datos de muchas iglesias, como:
- El obispo Ingobert consagró la iglesia de Sant Andreu de Baltarga en el año 890.
- El obispo Nantigis, la de Santa Eugenia de Sallagosa en el año 913.
- El obispo Guillen Guifré, la de Sant Esteve de Guils, el año 1042.
- Los obispos Pere Berenguer de Urgel y Udalgar de Elna la de Sant Serni de Coborriu el año 1137.
- El obispo Pere de Puigvert la de Sant Pere de Osseja (Alta Cerdaña) el año 1219.

El mantenimiento de sus posesiones originaron una tirantez constante y unas incesantes luchas a lo largo de toda la Edad Media. El condado de la Cerdaña fue invadido en el año 1198 por los cátaros, dirigidos por Ramón Wifredo de Foix y por el vizconde de Castellbó, causando muchos daños especialmente a las iglesias. La crisis albigense (siglos XII y XIII) afectó notablemente la zona más septentrional del obispado, ya que los centros principales del catarismo se ubicaron en territorios fronterizos de Francia (Toulouse, Foix, Carcasona). Su actividad resultó especialmente violenta en la Cerdaña, donde fueron expoliadas y destruidas muchas iglesias.

## Iglesias

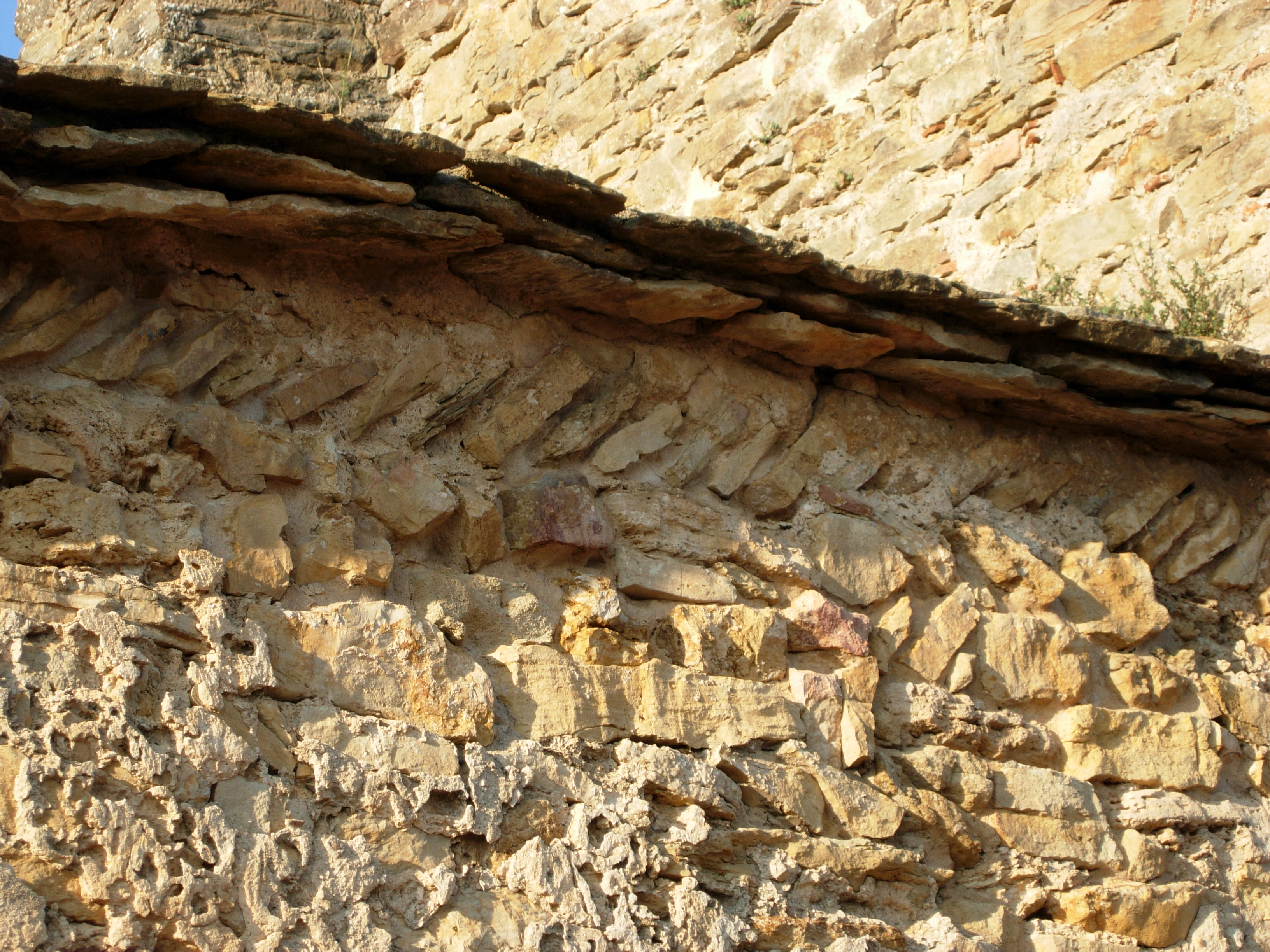
Muro construido con aparejo de hileras de piedra en forma de espiga opus spicatum.

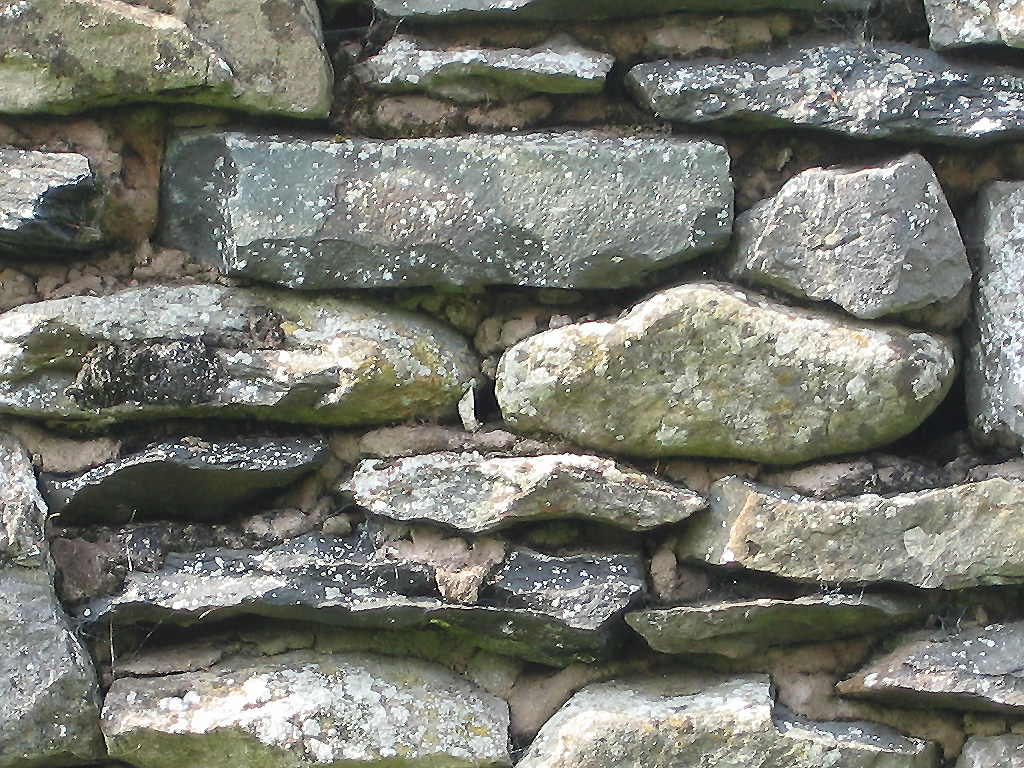
Muro con hileras de sillerías de piedra.

La mayoría de ellas han llegado al siglo XXI dedicadas al mismo servicio para el cual fueron construidas. No eran en conjunto grandes iglesias, pues se edificaban para las necesidades de las pequeñas poblaciones que tenían a su cargo y eran construidas con proporciones pequeñas, sencillas y homogéneas entre sí: de este modo las primeras pertenecientes al siglo IX y X, estaban realizadas en materiales pobres, piedra sin trabajar, barro, madera y caña, con lo que era fácil que algún incendio las destruyera, o simplemente por la degradación natural del tiempo. Hacia el final del siglo XI ya se hicieron mejores construcciones y se empezó a ver la decoración escultórica en el exterior de tipo lombardo con frisos de arcos ciegos y lesenas.
Un siglo más tarde, las sillerías ya se observan bien talladas y puestas en filas más regulares; algunas paredes están construidas con el aparejo de hileras de piedras inclinadas en forma de espiga opus spicatum como se muestra en la iglesia de Sant Miquel de Soriguerola, y en la mitad del siglo XII se puede ver el arco ojival en las bóvedas.
Las ventanas son pequeñas, generalmente del tipo aspillera y orientadas al este, hacia el sol. El arco de medio punto fue el primero empleado, según la categoría de la iglesia, se utilizaban los portales en degradación y con un número diverso formando las arquivoltas que estaban decoradas con diversos motivos.
Normalmente se comenzaban a construir a partir del ábside, donde es fácil observar una construcción de más calidad, seguramente realizada por personal más experimentado por ser la parte más difícil de la construcción de la iglesia; esta diferencia se puede ver claramente en la de Sant Serni de Meranges y Sant Martí de Víllec.

## Arquitectura

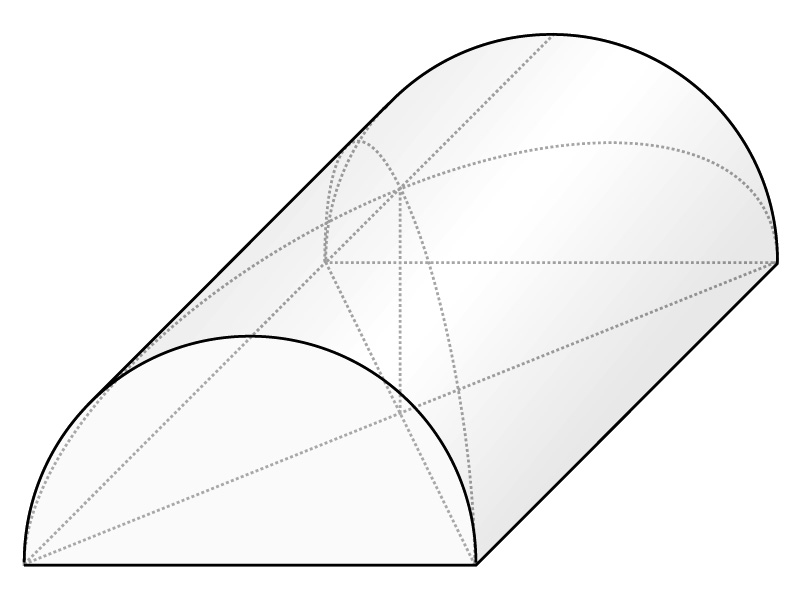
Esquema de bóveda de cañón.

Constaban, sin grandes variaciones de edificaciones de una sola nave con ábside de forma semicircular en la cabecera. Normalmente se emplazaban en un lugar bien visible para aprovechar cualquier prominencia del terreno. Las cubiertas eran de bóveda de cañón y un campanario de espadaña sobre el frontispicio. La puerta estaba orientada al mediodía y las hojas de madera estaban ornamentadas con forja. Poseían un terreno adosado al templo para usarlo de cementerio. La iglesia de Sant Julià de Tartera es la única de la Cerdaña que presenta dos naves con sus correspondientes ábsides.

### La nave
La nave es de planta rectangular; algunas se presentan descentradas con respecto al ábside, sin ninguna lógica, lo que hace pensar que es debido a una deficiencia constructiva. Pocas están divididas en tramos por pilares o arcos torales como las de Sant Andreu de Baltarga o la de Santa María de All.
Las primeras en construirse fueron cubiertas con estructuras y vigas de madera; así se encontraban las iglesias de Sant Julià de Pedra y Sant Tomàs de Ventajola, ambas con paredes de muros de unos ochenta centímetros, ya que sólo trasmitían cargas verticales y no necesitaban paredes muy gruesas. La bóveda de cañón propia del románico necesita de robustas paredes para resistirla; según la anchura de la nave y la altura del muro, se acostumbraba a poner para dar un refuerzo una hilera de arcos formeros de unos cuarenta centímetros de grueso adosados en los muros, aplicándose esta solución desde el siglo XII para la reconstrucción de las iglesias, (que habían perdido la cubierta de madera), con una bóveda de piedra. Así se hizo entre otras en Sant Julià de Pedra, Santa Eugenia de Saga y Sant Esteve de Prullans.
Una de las iglesias más grandes, con tres naves, es la de Santa Maria de All, mandada construir por el conde Guillermo Ramón (1068-1095), según consta en un documento del año 1265.

### Las ventanas
Las ventanas se abren en las paredes más soleadas, son pequeñas y escasas. Realizadas con arco, las que pertenecen al ábside aún suelen ser más pequeñas y normalmente hay una en el centro. Casi siempre son del tipo de aspillera alta y estrecha, de doce centímetros de anchura por 60/95 de altura. Uno de los motivos principales de estas medidas era la falta de vidrio para cerrarlas y así no dejar pasar a nadie a través de ellas.
Las dovelas del arco en las primeras iglesias son toscas y ligeramente retocadas para darles forma. A medida que pasa el tiempo se fue perfeccionando la técnica y fueron mejor pulidas y mejor trabajadas, adquiriendo la forma de falca. En la iglesia de Sant Julià de Tartera hay ventanas con arco monolítico hecho en una piedra rectangular. En el siglo XIII se alargan, son más numerosas y se decoran como las portaladas con diversos temas de bolas, cabezas y otros. También se enmarcan con arquivoltas como en Sant Julià d'Estavar y Sant Esteve de Guils.

### El ábside

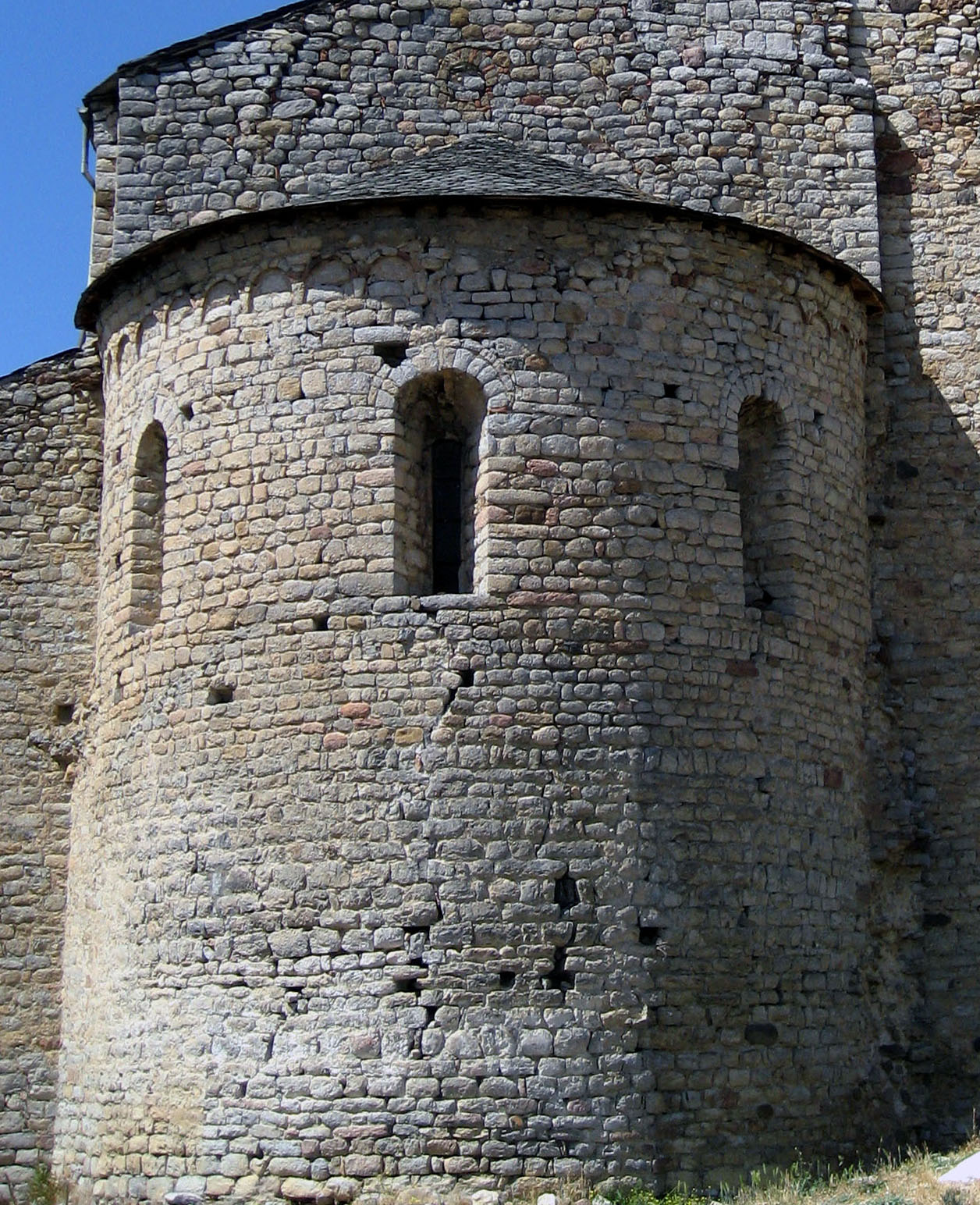
Ábside con un friso de arcuaciones ciegas de la iglesia de Santa María de Talló.

Situado en la cabecera del edificio y normalmente por donde se empieza su construcción, el ábside es punto principal de las celebraciones litúrgicas dentro del templo. De planta semicircular con bóveda de cuarto de esfera y siempre en las iglesias de la Baja Cerdaña con una ventana en el centro para recoger las primeras luces del día. En iglesias de comunidades más grandes se acostumbraba pintar su interior al fresco, representando el pantocrátor en el centro y en el resto del tambor, personajes bíblicos o escenas evangélicas. Se han conservado alguna parte de estos murales en Sant Andreu de Baltarga, Sant Julià d'Estavar y Santa María de Mosoll.
En el exterior, aunque hay lisos, es normal que tengan alguna decoración, en el siglo XI la característica es del románico lombardo, que consiste en un friso de arcos ciegos que puede estar agrupado en series de dos o más arcos separados por una franja vertical llamada lesena. Desde el siglo XII el friso se encuentra sobre ménsulas como en las de Santa Eugènia de Saga o Sant Pere d'Olopte. El ábside de Sant Esteve de Guils está decorado con un friso de dientes de sierra, pilastras y medias columnas adosadas con capiteles y ménsulas esculpidas.
La estructura del ábside es más estable que la de la nave, la prueba se tiene en que muchos templos conservan el ábside original y en cambio la nave ha debido ser reconstruida total o parcialmente, como en las iglesias de Estavar o Músser.

### La puerta

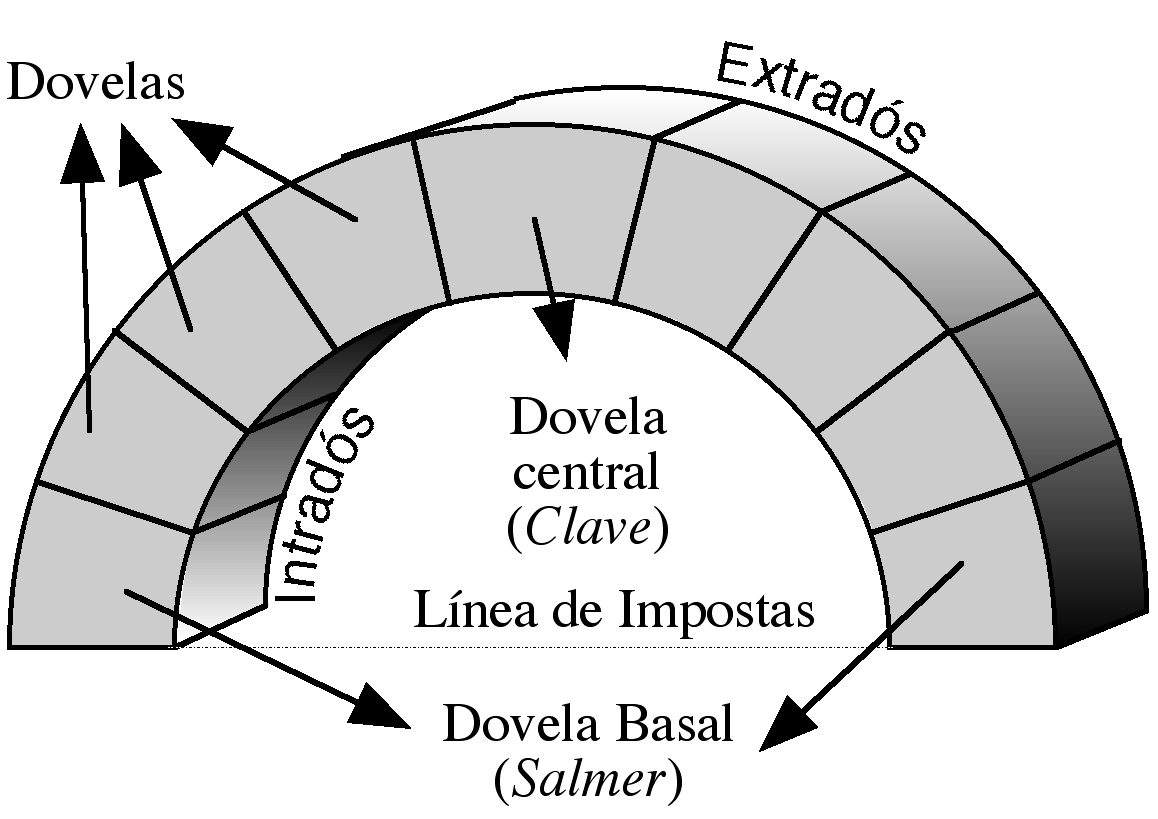
Esquema de un arco de medio punto.

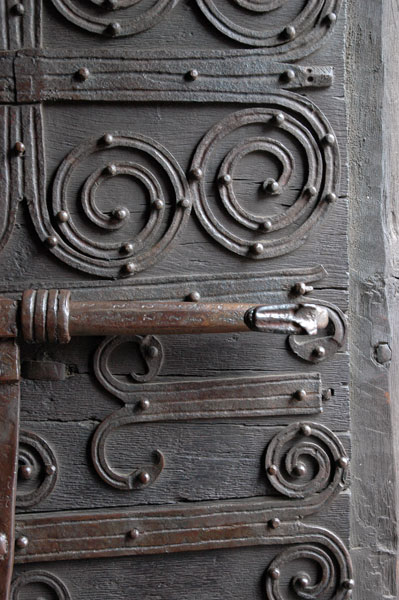
Herraje típico de puerta románica ceretana.

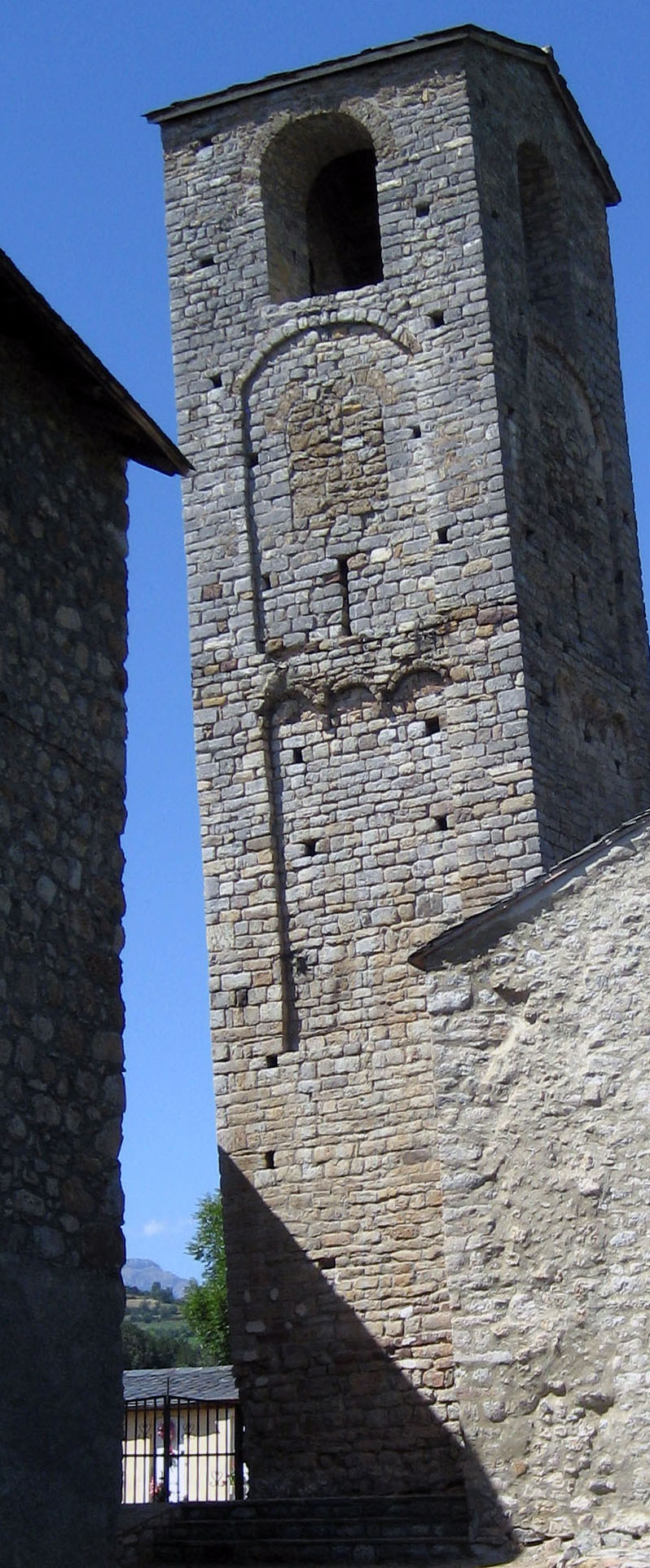
Torre campanario de la iglesia de Santa Eugenia de Nerellá.

La situación de la puerta se hacía normalmente orientándola al mediodía, por ser la orientación más cálida. En estas tierras de la Baja Cerdaña también era corriente hacer un porche o pórtico, que servía para proteger la entrada de las inclemencias del tiempo. Normalmente era una construcción ligera de madera y se descubre por las marcas donde se engargolaban las vigas o en muchas iglesias también por las ménsulas de soporte de la viga del tejado. Los porches más modernos de las iglesias de Santa María de Talló y de Sant Pere d'Olopte dan una idea de cómo debían ser los anteriores. A pesar de esto, algunas veces se encuentra la puerta en la fachada de poniente, como en Sant Martí de Víllec o Sant Genís de Montellà, pero se trata de construcciones del siglo XIII. En Sant Julià de Tartera la puerta está situada en el norte, pero no se sabe con certeza si éste era su lugar original.
La forma era de arco de medio punto y en las iglesias pequeñas, tenían la medida de un metro de anchura por unos dos de altura, las más sencillas estaban realizadas con dovelas de piedras planas muy poco retocadas, y más adelante se usaron las puertas con dovelas más elaboradas y se incorporaron combinaciones decorativas con un círculo de piedras alargadas resiguiendo el extradós del arco, como en Santa María de Talló. La puerta con arco ojival se ve en escasas iglesias de la zona como en la de Sant Genís de Montellà y la de Sant Pere d'Olopte. La única con tímpano es la de Sant Iscle y Santa Victòria de Talltendre, liso y muy rudimentario.
Con el tiempo las puertas empiezan a adquirir una ornamentación arquitectónica, aumentan los arcos que la forman, se suavizan las aristas y finalmente se decoran con elementos escultóricos, se alternan las arquivoltas rectangulares con columnas, con diferentes molduras y ornamentos. En Talltendre y Estavar la portalada tiene tres arquivoltas en degradación, inspiradas en las puertas laterales de la catedral de Santa María de Urgel. A Sanavastre, Sant Julià de Tartera y Sant Martí d'Urtx tienen dos arquivoltas. La de Santa Maria d'All tiene tres arquivoltas pero la del medio es un arco tórico sobre columnas en vez de montantes rectangulares. Con cinco arquivoltas se realizaron las de Sant Pere d'Olopte, Sant Serni de Meranges, Santa Cecilia de Bolvir y Santa Eugenia de Saga substituyendo las columnas a dos montantes de las cinco que componen la portada. La puerta de Sant Esteve de Guils es la más fastuosa con siete arquivoltas, alternas y sostenidas sobre columnas.

#### Forja
Casi todas las iglesias ceretanas han tenido y conservan, ornamentos de forja en sus puertas, desde finales del siglo XII hasta el siglo XV. El hierro se explotaba en toda la Cerdaña desde el Canigó hasta Martinet. La típica forja de rizos continúa siendo el adorno más común de las puertas herradas; estos hierros tenían también la misión de ornamentar y de ser un refuerzo de los batientes de las puertas. Al combinar el mismo elemento se conseguía una gran diversidad de composiciones diferentes con la variación de la colocación de un elemento tan sencillo como es la espiral.

### El campanario
El campanario más corriente en las iglesias de la Baja Cerdaña es el de espadaña, que resulta también el más fácil de construir. Normalmente es poco grueso y se coloca sobre el frontispicio de la fachada. Hay de todas las medidas y formas, desde los más pequeños de un solo ojo, como los de Sant Julià de Tartera o de Sant Salvador de Predanies, los de dos ventanales como los de Sant Policarp de Cortàs o Sant Serni de Coborriu que ocupan medio frontispicio y los de anchura igual que de la fachada con dos o tres aberturas como los de las iglesias de Santa María de Mosoll, Sant Julià de Pedra o Sant Bartomeu de Bajande.
Muchos de estos campanarios fueron ampliados o reforzados por el cambio a campanas mayores o bien para ponerlos a más altura para favorecer la propagación del sonido. Otros se reconstruyeron a partir de los grandes terremotos de finales del siglo XIV y principios del siglo XV.
Más tarde se realizaron otras modificaciones al pasar a campanarios de torre como el de Sant Martí de Víllec y el de Sant Julià d'Estavar. Los campanarios de torre eran más costosos y, por lo tanto, se encontraban en iglesias con más poder económico. El único que se ha conservado original es el de Santa Eugenia de Nerellá, y, con la parte inferior original y el resto restaurado, el de la iglesia de Santa María de All.

## Escultura
La ornamentación escultórica en estas pequeñas iglesias es de aire popular y solamente se aprecia en alguna de ellas localizada en el exterior: ábsides, ventanas, frisos y portales. Consiste en motivos geométricos y vegetales, animales de la zona, como bueyes, cabras, águilas, búhos, etc.
La representación en cabezas y figuras humanas sacando la lengua en señal de burla o enseñando los dientes es muy corriente; a Adán y Eva se les representa desnudos como también a alguna figura grotesca; los personajes aparecen normalmente con la cabeza descubierta, en la puerta d'All, sin embargo, hay una figura que se cubre con capucha, también en esta misma iglesia una figura está representada como orante con el brazo derecho levantado y el brazo izquierdo cruzado en la cintura, esta actitud de plegaria estuvo vigente en el centro de Europa hasta el siglo VIII, en el siglo XI reaparece vinculada a diversos grupos, entre ellos los cátaros, también en Sant Serni de Meranges se puede ver uno parecido. Hay una figura de Atlante representada en Sant Julià de Estavar y en Sant Pere d'Olopte. La figura desnuda puesta de espalda enseñando las nalgas se encuentra en Santa Cecilia de Bolvir, Santa Maria d'All y en Sant Esteve de Guils.
En los elementos de los frisos de los ábsides de dientes de sierra, el bisel de los arcos en las ventanas y portadas ornamentadas con medias bolas, cabezas, animales, hojas y flores, hay una cierta relación conceptual entre ellas y las obradas en la catedral de la Seo de Urgel, seguramente por la dispersión de los artistas y artesanos que a medida que se acababan las obras de la Seo, tenían que ir en busca de trabajo a las iglesias que se construían o reformaban en aquel tiempo.

### Pilas bautismales
Hay muchas pilas en la Cerdaña que son del tipo por inmersión, vaciadas en un bloque de piedra y puestas en el pavimento. Son de carácter muy primitivo y en general lisas como la de la iglesia de Sant Fructuós de Músser. Desde el siglo XIV el bautismo de ablución fue substituyendo el de inmersión, pero éste se continuó practicando en esta diócesis hasta mediados del siglo XVI; a partir de entonces ya se encuentran algunas pilas más pequeñas con ornamentación como en Sant Policarp de Cortàs.

### Escultura en talla de madera
Las esculturas en talla de madera policromada de Cristo Majestad y Virgen con Niño, eran las representaciones más numerosas que se modelaban para venerar en cada iglesia. Casi todas se han datado del siglo XII o principios del XIII. Nuevas devociones introdujeron las órdenes mendicantes en el siglo XIII, los altares para las nuevas devociones se hicieron bajo arcos excavados en los muros laterales de la nave, pero se acabó haciendo huecos en las paredes y construyendo capillas adosadas como en la iglesia de Sant Esteve de Prullans.

#### Cristo Majestad
Se representa en la cruz pero vestido con una túnica hasta los pies con cordón o cíngulo atado a la cintura, tiene los ojos abiertos y en actitud triunfante, algunos con corona real. Parece que su introducción en Cataluña se debió a los pisanos que vinieron hacia el año 1114 para ayudar a Ramón Berenguer III, conde de Barcelona, en su lucha para conquistar las Islas Baleares.
- Cristo Majestad de Santa Eulàlia d'Éller, atribuido al taller de Ripoll, tiene una altura de 85 centímetros y se guarda en el Museo Nacional de Arte de Cataluña en Barcelona.
- Cristo Majestad de Santa Maria d'All, de una altura de 79 centímetros datado de principios del siglo XIII. Tiene la cabeza decantada hacia la derecha, está representado con un cierto realismo tanto por el movimiento del cuerpo como el cabello y los pliegues de la túnica. Se guarda en el MNAC.
- Cristo Majestad de Traveseras. Actualmente en el Museo Nacional de Arte de Cataluña.

#### Virgen con Niño
Se representa sentada en un trono, vestida con túnica, manto y en general con corona, el Niño se encuentra sentado sobre sus rodillas, están mirando los dos de frente. En versiones posteriores se encuentra el Niño ya sentado sobre la rodilla izquierda y con una actitud menos hierática.
Muchas están inspiradas en la Madre de Dios de Cornellá de Conflent, como las de Sant Pere d'Olopte y Santa Maria d'All. La Madre de Dios de la Leche está representada en Puigcerdà y en Sant Serni de Meranges.
Son fácilmente agrupables, por la forma en que el velo cubre la cabeza de la Virgen y baja hasta los pies del Niño, en un tipo de imágenes pertenecientes a las iglesias de Sant Tomàs de Ventajola (desaparecida en 1936), Sant Martí d'Urtx, Santa Cecilia de Bolvir, Sant Serni de Coborriu y Sant Julià de Pedra. Algunas son del siglo XIV, pero se continuaron haciendo con las mismas características de siglos anteriores.
Algunas Virgen con Niño:
- Santa Maria de Talló. Imagen románica de finales del siglo XII o principios del XIII. Se venera en la parroquia de Bellver de Cerdanya. La Virgen sentada en un trono, ampara con las manos a su hijo, sentado en medio de su regazo, sin llegarlo a tocar. Esta imagen mide 89 centímetros de altura.
- Santa María de All. Siglos XII-XIII. Sentada en un trono con columnas en forma de espiral y pomos de piña, madre e hijo llevan túnica, manto y corona, el Niño con la mano derecha bendice y con la izquierda sostiene una bola.[14] Se conserva en el MNAC.[15]
- Sant Pere d'Olopte. La imagen tiene a su hijo sobre la rodilla izquierda en posición frontal, se encuentra sentada en un trono con columnas terminadas con un pomo redondeado. Se conserva en el MNAC.
- Santa Maria de Bastanist. Imagen datada del año 1150 que desapareció durante el incendio de 1936. En la iglesia se encuentra una reproducción.
- Santa Coloma de Ger. Virgen de Ger, es una talla de la segunda mitad del siglo XII, que conserva su policromía original, tiene una altura de 53 cm y se guarda en el Museo Nacional de Arte de Cataluña.[16]

Relación de algunas Virgen con Niño, desaparecidas principalmente durante el año 1936:
| - Sant Esteve de Guils - Santa Eugènia de Saga - Sant Tomàs de Ventajola - Sant Climent de Talltorta - Sant Miguel de Soriguerola - Sant Martí d'Urtx | - Sant Julià de Pedra - Santa Cecília de Beders - Sant Serni de Coborriu - Santa María de Bastanist - Sant Martí de Soriguerola - Puigcerdà. Madre de Dios de la Leche de la iglesia de Santa María - Sant Serni de Meranges. Madre de Dios de la Leche. |

## Pintura
En la época del románico y en esta zona de la Baja Cerdaña la pintura mural se empleó en la decoración de los muros interiores de iglesias a comienzos del siglo XI y XII, gracias a la llegada de los artistas de corriente italo-bizantina. En pinturas de frontales de altar abarcan los siglos XI, XII y XIII, con representación en su parte central del Cristo en majestad o la Virgen con el Niño rodeados de compartimentos con escenas de las figuras de los apóstoles o las vidas de los santos correspondientes a la parroquia. Se caracteriza la pintura románica por la uniformidad de los rostros, por la simétrica plegadura de los paños, y el rígido hieratismo con los contornos demasiado firmes o acentuados y por la falta de perspectiva que ofrece la composición en conjunto.

### Pintura mural
Las pinturas murales o al fresco se realizaban principalmente en los muros del ábside. En algunas iglesias se extendían por el resto de las paredes, con diversos temas pero casi siempre presididos por el Pantocrátor rodeado por el tetramorfo. Parte de estas obras es muy posible que por su vulnerabilidad al paso del tiempo se hayan perdido, otras han sido encontradas después de alguna restauración, tapadas detrás los retablos añadidos en épocas posteriores o bajo la cal para blanquear la iglesia.
- Sant Julià d'Estavar. Del llamado grupo del Rosellón, pertenece el de la iglesia de Estavar con la representación del Pantocrátor y algún resto de otras figuras en el interior del ábside.
- Sant Andreu de Baltarga. Pintura realizada en la segunda mitad del siglo XII, al ábside con la representación Maiestas Mariae dentro de una aureola sostenida por ángeles, debajo había escenas de la vida de Jesús, con Andrés y Pedro pescando en una barca y Jesús a la orilla del agua, la Santa cena con los apóstoles y el Nacimiento y la Crucifixión. En los arcos pre-absidiales se encontraban Abel con un cordero y Caín con frutos de la tierra.[18] Cuando se hicieron las reformas en la cabecera de la iglesia, las pinturas sufrieron mutilaciones y se conservan solamente algunos fragmentos que se guardan en el Museo Diocesano de Urgel.
- Santa María de Mosoll. En el ábside quedan restos de pinturas murales, que han de ser posteriores al incendio de 1198, en el centro se observa el Cristo en Majestad con el apostolado, hay un fragmento de la crucifixión y partes de decoración de entrelazados y cortinajes.

### Frontales de altar

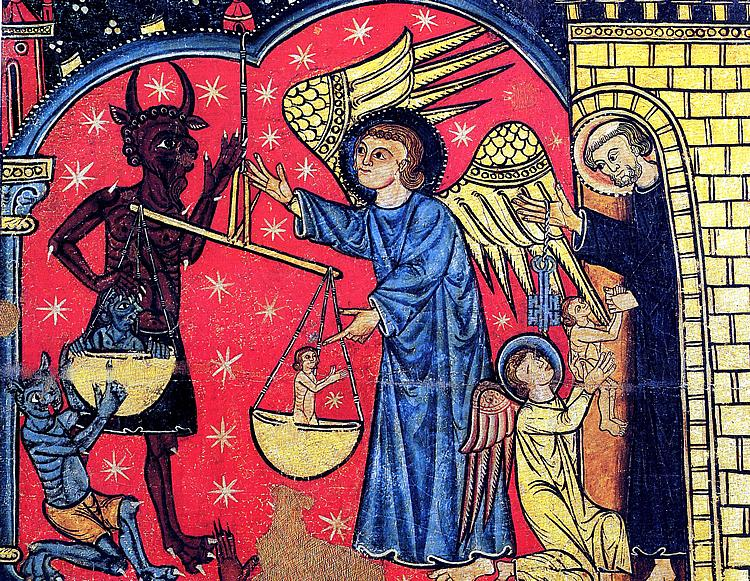
Detalle del frontal de la iglesia de Sant Miquel de Soriguerola.

Es importante la pintura sobre tabla realizada para los frontales de altar con temas del Pantocrátor y escenas historiadas sobre los evangelios o las vidas de los santos.
- Sant Miquel de Soriguerola. Pintado por el llamado maestro de Soriguerola a mediados del siglo XIII. En la parte superior izquierda hay tres escenas cada una debajo de una arcada; a la derecha se encuentra la escena de san Miguel y el demonio pesando ánimas (la psicostasis), y una visión del juicio de los bienaventurados. En la parte baja está la Santa Cena, la lucha de san Miguel con el dragón y una visión del infierno. Las medidas son 234 x 95 centímetros. Se conserva en el MNAC.[19]
- Sant Andreu de Baltarga. En el centro tiene la representación del pantocrátor dentro de una mandorla y rodeado de los cuatro evangelistas. Hay dos cuadros más por lado que representan en el lado izquierdo la Virgen María con san Juan y debajo la crucifixión de san Andrés con un soldado. Al lado derecho se encuentra san Andrés y san Jaime y debajo el último cuadro con san Felipe y santo Tomás. Todos los personajes son identificables por la existencia de un rótulo con su nombre. Datado de finales del siglo XII o principios del XIII, tiene unas medidas de 94 x 156 cm, se encuentra en el Museo Nacional de Arte de Cataluña.[20]
- Sant Esteve de Guils. Del siglo XIII se encuentra en el Museo del Prado de Madrid, con la escena central del pantocrátor rodeado del tetramorfo; en la parte derecha de la tabla se encuentra el enterramiento de san Esteban y en la parte izquierda la lapidación del mismo santo.
- Sant Climent de Gréixer. Del siglo XIII con el tema iconográfico del pantocrátor sentado en un trono y el tetramorfo representado en el cuadrante que enmarca la mandorla, a la izquierda las figuras de san Pedro y san Pablo y a la derecha las de san Jaime y san Andrés. Se conserva en el MNAC.
- Santa Eugenia de Saga. En el Museo de Artes Decorativas de París se conserva de esta iglesia un frontal de altar del siglo XIII, atribuido al maestro de Soriguerola, relatando la vida de santa Eugenia.
- Santa María de Mosoll. Sus medidas son de 100 x 168 centímetros. Con dos registros, al superior se aprecian a Gaspar, Baltasar y Melchor, La Virgen con el Niño, san José y la Visitación. En el registro inferior, la Anunciación, san José, María presentando a Jesús, Simeón recibiendo al Niño y la Dormición de la Virgen. Se encuentra en el Museo Nacional de Arte de Cataluña.
- Santa Cecilia de Bolvir. En el Museo Nacional de Arte de Cataluña, se conserva un frontal de altar del año 1200 aproximadamente, con escenas pintadas de la vida de santa Cecilia y san Valeriano.

## Monasterios

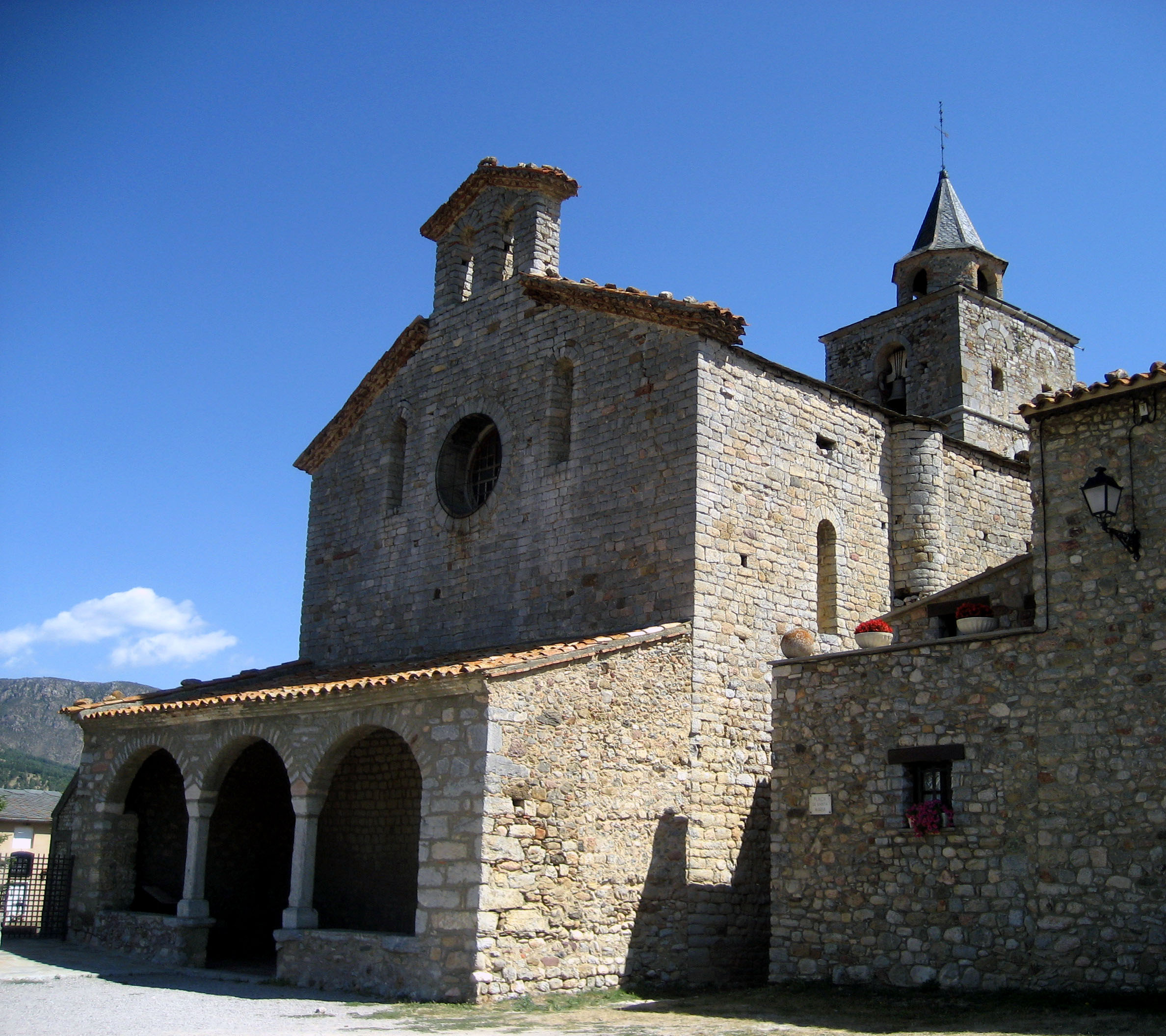
Monasterio de Santa María de Talló uno de los más importantes de la zona desde finales del.

En la Baja Cerdaña no proliferaron los monasterios que tanto lo hicieron en otras zonas de Cataluña, sin embargo, sí se construyó el monasterio de Santa María de Talló, a unos 600 metros al sur de Bellver de Cerdanya, que ya debería haber sido la iglesia más importante de la zona porque está nombrada en primer lugar en la Dotalia de la consagración de Santa Maria d'Urgel a finales del siglo X; como canónica ya funcionaba el año 891, pues en el acta de consagración de la iglesia de Sant Andreu de Baltarga se anuncia que estaban presentes el arcediano y seis clérigos de Santa María de Talló. Presenta en el exterior unos refuerzos en los muros laterales, realizados con unos contrafuertes semicirculares nada habituales en la arquitectura románica catalana.
Otra iglesia de gran magnitud en la zona fue la de Sant Pere d'Alp, con planta de tres naves cubiertas con bóveda de cañón y reforzada con arcos torales, su vida como monasterio fue corta, entre los siglos XII hasta finales del siglo XIII.
El monasterio de Sant Esteve y Sant Hilari d'Umfred, en Alp, fue el primer monasterio ceretano en el siglo IX. El conde Frèdol el año 815, es el que edificó la celda corrientemente llamada de Sant Esteve d'Umfred. Fueron localizadas sus ruinas, sobre la carretera de Alp a la Molina, en una especie de cabaña de pastor cubierta por una gran losa de pizarra con paredes trabajadas en opus spicatum, que también se encuentra en otras iglesias de esta zona, como la de Santa Cecilia de Bolvir, en la base del ábside de Santa Eugenia de Saga y sobre todo en la de Sant Esteve de les Pereres.

## Reconstrucciones
Por las grandes agresiones que ha sido objeto la comarca, sobre todo los movimientos religiosos del catarismo desde el siglo XII y más recientemente la guerra civil española del año 1936, muchas iglesias románicas sufrieron incendios y destrucciones, además de la acción propia del paso del tiempo, por lo que una gran mayoría fueron reconstruidas o sufrieron modificaciones en sus estructuras hacia nuevos estilos arquitectónicos.
| Iglesias construidas sobre ruinas de otras románicas en el siglo XVI de la Baja Cerdaña. | Iglesias construidas sobre ruinas de otras románicas en el siglo XVI de la Baja Cerdaña. |
| ---------------------------------------------------------------------------------------- | ---------------------------------------------------------------------------------------- |
|                                                                                          |                                                                                          |
| Iglesia de Sant Climent de Estana.                                                       | Iglesia de Nuestra Señora de los Ángeles de Llivia.                                      |

A principios del siglo XIII, se observa una gran actividad constructora. Pertenecen a esta época las iglesias de All, Estavar, Guils, Maranges, Bolvir. Otras se han edificado sobre las ruinas de las primitivas románicas, pero conservando su advocación como en la pequeña iglesia de Sant Climent de Estana, reconstruida completamente en el siglo XVI, así como también la de Nuestra Señora de los Ángeles de Llivia. Entre los siglos XVII y XVIII se remodela el frontal de muchas de ellas substituyendo la ventana románica por un óculo, según los cánones artísticos imperantes en la época, añadiendo capillas laterales y como ya no había suficiente con las hornacinas y pequeños armarios para guardar los objetos litúrgicos, se añadieron sacristías con la entrada por el presbiterio o una capilla lateral. Se construyeron numerosos campanarios de torre con altas y puntiagudas cubiertas piramidales.